# Martinice (Žďár nad Sázavou-i járás)
Martinice település Csehországban, a Žďár nad Sázavou-i járásban. Martinice Velké Meziříčí, Vídeň és Kozlov településekkel határos. Lakosainak száma 462 fő (2024. január 1.).

## Népesség
A település lakosságának változását az alábbi diagram mutatja:
| Lakosok száma | 248  | 242  | 302  | 304  | 381  | 413  | 449  | 461  | 462  | 462  |
|               | 1869 | 1890 | 1921 | 1950 | 1980 | 2001 | 2017 | 2019 | 2022 | 2024 |